# 訃報 2013年9月
訃報 2013年9月（ふほう 2013ねん9がつ）では、2013年9月に物故した、又は物故が報じられた人物についてまとめる。

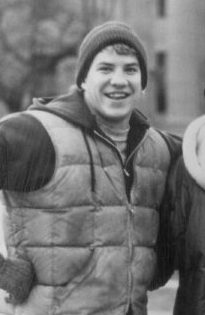
トミー・モリソン／9月1日没

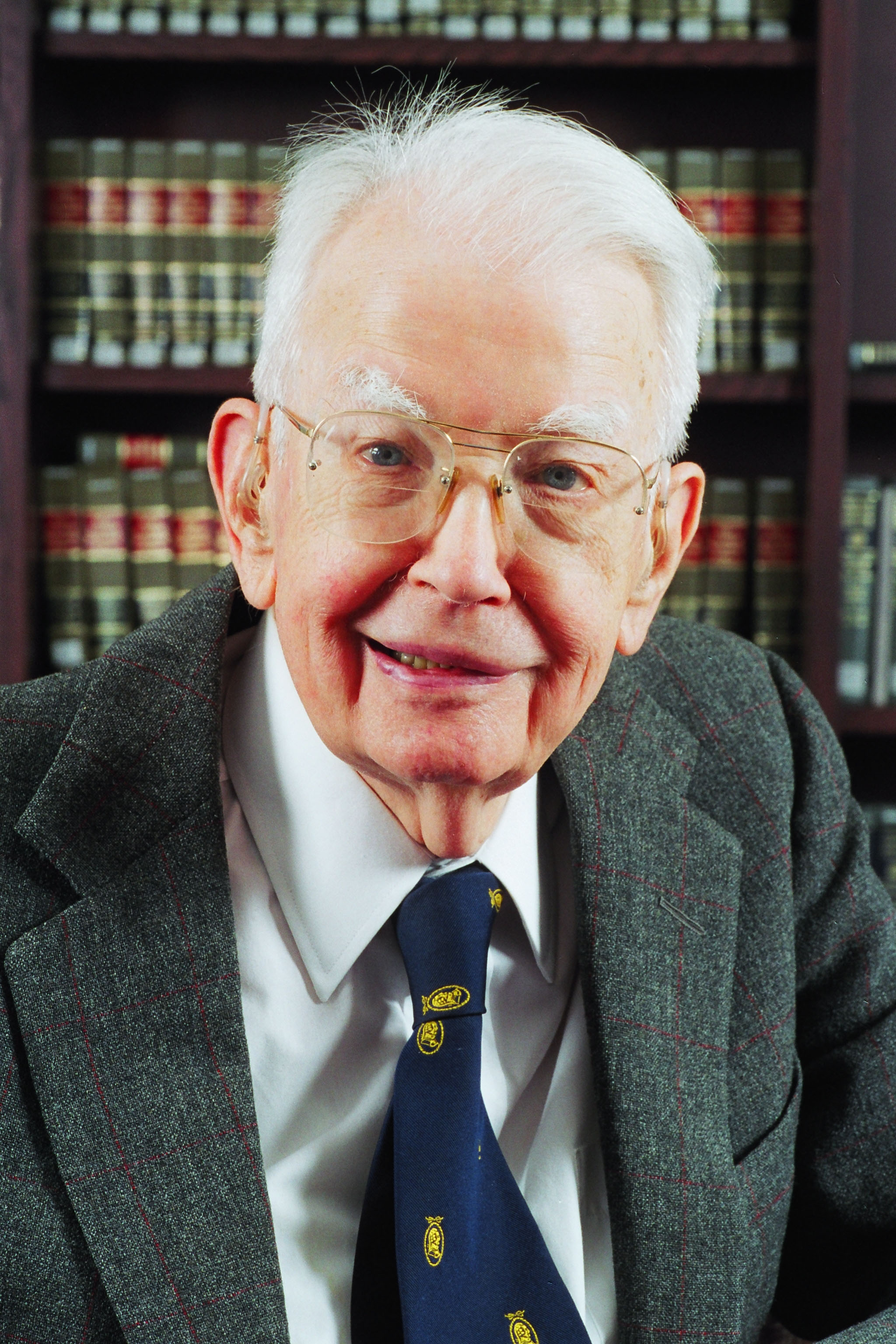
ロナルド・コース／9月2日没

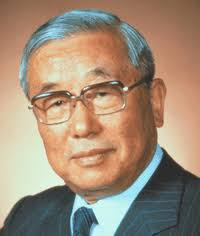
豊田英二／9月17日没

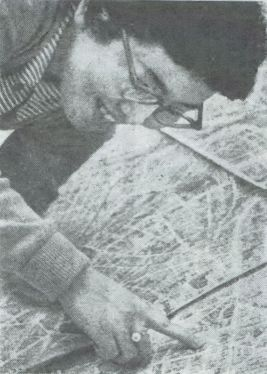
山崎豊子／9月29日没

## 1日 - 15日
- 9月1日 - 竹本清太夫、日本の歌舞伎役者、歌舞伎竹本太夫（* 1935年）[1]
- 9月1日 - 堤俊作、日本の指揮者（* 1946年）[2]
- 9月1日 - 山本俊茂、日本の実業家、モータースポーツのGAINERの監督（* 1951年）[3]
- 9月1日 - トミー・モリソン、アメリカ合衆国のプロボクサー（* 1969年）[4]
- 9月2日 - ロナルド・コース、アメリカの経済学者（* 1910年）[5]
- 9月2日 - フレデリック・ポール、アメリカ合衆国のSF作家、編集者（* 1919年）[6]
- 9月2日 - 齊藤賢一、日本の実業家、元新進会長（* 1930年?）[7]
- 9月2日 - 諸井誠、日本の作曲家、音楽評論家（* 1930年）[8]
- 9月3日 - 船後正道、日本の官僚、元環境事務次官（* 1921年）[9]
- 9月3日 - 柴田英子、日本の能楽師、能楽シテ方観世流（* 1925年）[10]
- 9月3日 - 日野耕之祐、日本の洋画家（* 1925年）[11]
- 9月3日 - 宮川匡彦、日本の実業家、元富士電機取締役（* 1937年?）[12]
- 9月3日 - 内藤利朗、日本の写真家（* 1950年）[13]
- 9月4日 - 岡田斎、日本の宗教家、世界救世教第3代教主（* 1927年）[14]
- 9月4日 - 剣持忠雄、日本の実業家、元保安工業社長（* 1939年?）[15]
- 9月4日 - 長内了、日本の法学者、中央大学法学部教授（* 1942年）[16]
- 9月4日 - 谷口晋矢、日本の競泳選手、シドニーオリンピック競泳日本代表（* 1981年）[17]
- 9月5日 - 中川六平、日本の編集者（* 1950年）[18]
- 9月5日 - ローフス・ミシュ、ドイツの元軍人、元ナチス・ドイツ親衛隊員（* 1917年）[19]
- 9月6日 - 奈良靖彦、日本の外交官、元駐カナダ大使（* 1917年）[20]
- 9月6日 - 三尾康亮、日本の実業家、中日新聞社相談役（* 1926年?）[21]
- 9月7日 - 浜本晴市、日本の実業家、元ニチハ社長（* 1926年?）[22]
- 9月7日 - 川上のぼる、日本の腹話術師、声帯模写師（* 1929年）[23]
- 9月7日 - マレク・スピラール、スロバキアのサッカー選手（* 1975年）[24]
- 9月8日 - 助川弘之、日本の政治家、元茨城県土浦市長（* 1928年）[25]
- 9月8日 - 新井訷也、日本の実業家、元ポーラ化粧品本舗社長（* 1933年?）[26]
- 9月8日 - 神郡愛竹、日本の書家、毎日書道会顧問 （* 1934年）[27]
- 9月9日 - 高木繁光、日本の政治家、北海道議会議員（8期）、財団法人日本消防協会会長（* 1929年）[28]
- 9月9日 - 山本洋、日本の英文学者、東京理科大学名誉教授、元大学受験ラジオ講座英語講師（* 1933年）[29]
- 9月9日 - ソール・ランドー（英語版）、アメリカ合衆国のドキュメンタリー映画監督（* 1936年）[30]
- 9月9日 - 亀井三郎、日本の声優、俳優（* 1938年）[31]
- 9月9日 - 熊倉徹、日本の実業家、Jリーグ・アビスパ福岡元社長（* 1941年）[32]
- 9月10日 - よだひでき、日本の漫画家（* 1953年）[33]
- 9月11日 - 橋本武、日本の国語教師、国文学者、元灘中学校・高等学校教頭（* 1912年）[34]
- 9月11日 - 竹本越道、日本の女流義太夫（* 1912年）[35]
- 9月12日 - 角野岩次、日本の輪島塗作家（* 1925年）[36]
- 9月12日 - レイ・ドルビー、米国の音響技術者、ドルビーラボラトリーズ創立者（* 1933年）[37][38]
- 9月12日 - オットー・ザンダー、ドイツの俳優（* 1941年）[39]
- 9月13日 - サルスティアーノ・サンチェス、米国の男性の世界長寿記録者（* 1901年）[40]
- 9月13日 - 坂井敏明、日本の実業家、元三菱重工業取締役（* 1923年?）[41]
- 9月13日 - 五味努、日本の機械工学者、上智大学名誉教授（* 1928年）[42]
- 9月13日 - 鈴木亀次郎、日本の実業家、読売新聞大阪本社ラジオ・テレビ推進本部次長、熊本県民テレビ常務取締役（* 1929年）[43]
- 9月14日 - 山田良祐、日本の実業家、元中国銀行副会長（* 1929年?）[44]
- 9月14日 - 平田寛、日本の日本美術史学者、九州大学名誉教授（* 1931年）[45]
- 9月15日 - 加藤博二、日本の将棋棋士（* 1923年）[46]
- 9月15日 - 藤森弘彦、日本の実業家、元藤森工業副社長（* 1926年?）[47]
- 9月15日 - 鈴木がんま、日本の漫画家（* 1963年）[48]

## 16日 - 30日
- 9月16日 - 福田三枝、第67代内閣総理大臣福田赳夫夫人（* 1912年）[49]
- 9月16日 - 岩河三郎、日本の作曲家（* 1923年）[50]
- 9月16日 - 松田千鶴子、日本の数学者、お茶の水女子大学名誉教授（* 1924年?）[51]
- 9月16日 - 陳平、マレーシアの共産主義活動家、元マラヤ共産党書記長（* 1924年）[52]
- 9月16日 - 高橋睦正、日本の医学者、熊本大学名誉教授（* 1935年）[53]
- 9月16日 - 北原健雄、日本のアニメーター（* 1942年）[54]
- 9月16日 - 在原兵次、日本のプロ野球選手（* 1936年）[要出典]
- 9月17日 - 豊田英二、日本の実業家、トヨタ自動車元会長・最高顧問（* 1913年）[55]
- 9月18日 - マルツェル・ライヒ＝ラニツキ、ドイツの文芸評論家（* 1920年）[56]
- 9月18日 - 鈴木英男、日本の実業家、元フタバ産業社長（* 1923年?）[57]
- 9月18日 - リチャード・C・サラフィアン、アメリカ合衆国の映画監督（* 1930年）[58]
- 9月18日 - ケン・ノートン、アメリカ合衆国の元プロボクサー、元世界ボクシング評議会ヘビー級王者（* 1943年）[59]
- 9月18日 - 林利孝、日本の英語英文学者、大阪府立大学名誉教授（* 1929年）[60]
- 9月19日 - 宮本雅史、日本の実業家、山喜創業者（* 1920年?）[61]
- 9月19日 - 山内溥、日本の実業家、任天堂第3代社長（* 1927年）[62]
- 9月19日 - 山本草二、日本の国際法学者、東北大学名誉教授（* 1928年）[63]
- 9月20日 - アンジェロ・サボルディ（英語版）、アメリカ合衆国のプロレスラー（* 1914年）[64]
- 9月20日 - 鈴木告也、日本の政治家、元岐阜県可児市長（* 1923年）[65]
- 9月20日 - 北村貞太郎、日本の農学者、農学博士、京都大学名誉教授（* 1933年）[66]
- 9月21日 - 石田太郎、日本の俳優、声優（* 1944年）[67]
- 9月21日 - 安田憲正、日本のロンドン五輪水泳の飛び込み日本代表コーチ（* 1947年）[68]
- 9月22日 - 安井善宏、日本の実業家、元明治電機工業社長（* 1942年）[69]
- 9月22日 - 浜田吉治郎、日本のボクシングの東京五輪ウエルター級代表、近畿大ボクシング部総監督（* 1943年）[70]
- 9月23日 - 酒井雄哉、日本の僧侶（* 1926年）[71]
- 9月23日 - 馬場佐武郎、日本の政治家、元滋賀県新旭町長（* 1928年）[72]
- 9月23日 - オスカル・エスピノサ（英語版）、キューバの経済学者（* 1940年）[73]
- 9月23日 - 羽土力、日本の実業家、日本経済新聞社顧問、元日本経済新聞出版社社長（* 1947年?）[74]
- 9月24日 - 堀之内利之、日本の物理学者、千葉工業大学名誉教授（* 1935年?）[75]
- 9月24日 - 村上弘、日本の実業家、プロ野球ダイエー球団社長（* 1937年）[76]
- 9月25日 - 知念正真、日本の劇作家、演出家（* 1941年）[77]
- 9月25日 - 甲斐道雄、日本のフルート奏者、武蔵野音大教授（* 1943年）[78]
- 9月25日 - 姜南圭、韓国の実業家（* 1975年）[79][80][81]
- 9月26日 - 平塚清一、日本の航空自衛官、空将（* 1915年）[82]
- 9月26日 - 中村隆英、日本の経済学者、東京大学名誉教授（* 1925年）[83]
- 9月26日 - 白石貞雄、日本の実業家、元住友電設取締役（* 1948年?）[84]
- 9月27日 - フィリス・デイヴィス（英語版）、アメリカ合衆国の女優（* 1940年）[85]
- 9月28日 - 下竹原弘志、日本の実業家、指宿白水館名誉会長（* 1920年）[86]
- 9月29日 - 堀新助、日本の外交官【イタリア共和国元駐箚特命全権大使】、太平洋野球連盟第7代会長（* 1919年）[87]
- 9月29日 - 山崎豊子、日本の小説家（* 1924年）[88]
- 9月29日 - 松下雋、日本の実業家、元日本ガイシ社長（* 1924年）[89]
- 9月29日 - 高山一夫、日本の元プロボクサー【第10代日本フェザー級王者】（* 1936年）[90]
- 9月29日 - ジン・ルイス、アメリカ合衆国のプロレスラー（* 1949年）[91]
- 9月30日 - 足立禮子、日本の能楽師、能楽師シテ方観世流（* 1925年）[92]
- 9月30日 - 小寺隆韶、日本の劇作家（* 1931年）[93]
- 9月30日 - 佐伯光昭、日本の実業家、元E・Jホールディングス会長（* 1946年?）[94]